# Lewes Castle

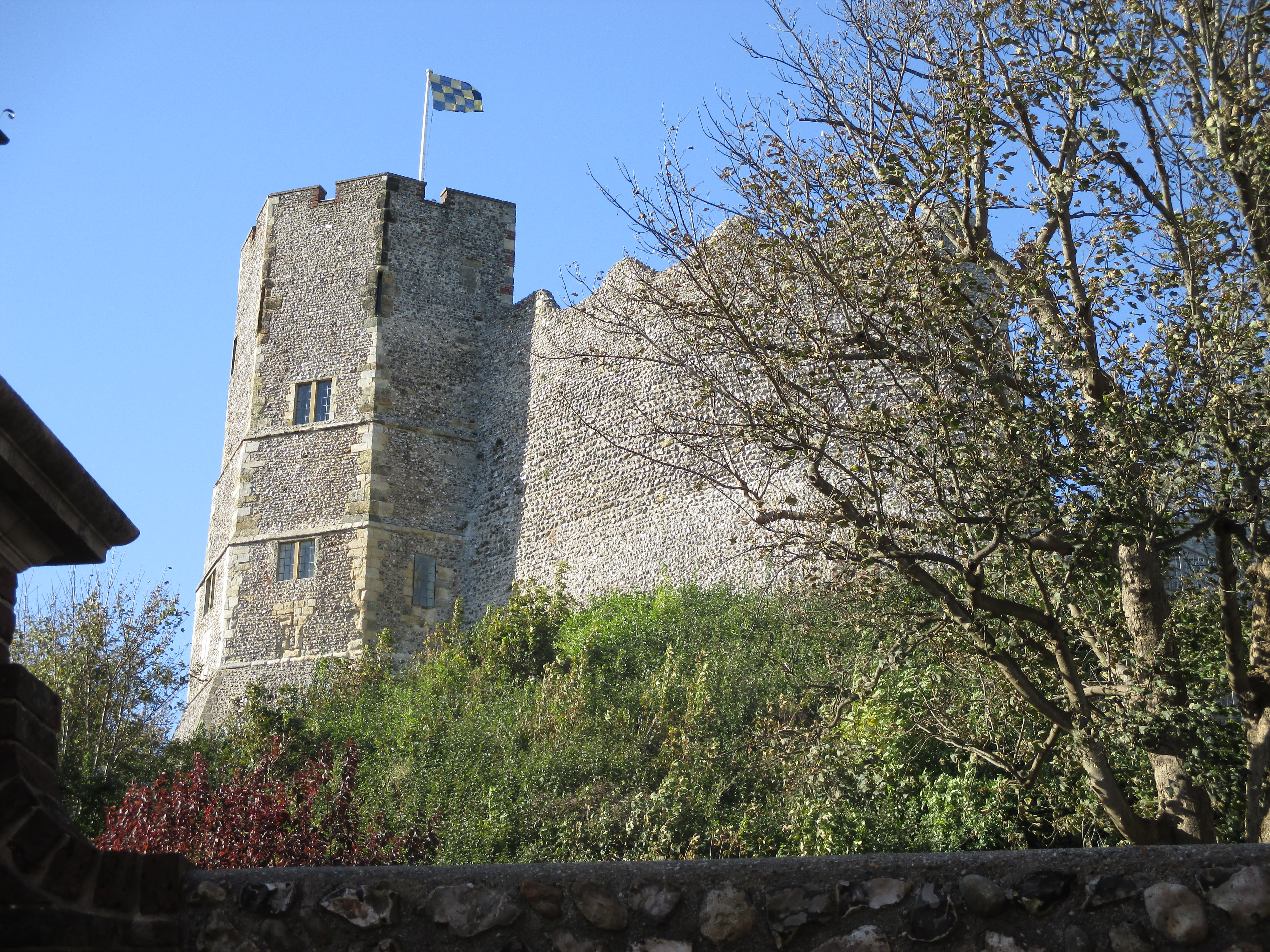
Lewes Castle

Lewes Castle ist eine normannische Burg auf zwei künstlich errichteten Hügeln über der englischen Stadt Lewes in East Sussex.
William de Warenne, 1. Earl of Surrey erhielt nach der Invasion der Normannen 1066 von  Wilhelm dem Eroberer große Ländereien in Sussex und begann kurze Zeit später auf dessen Anweisung mit dem Bau der Motte. Dazu wurden zwei künstliche Hügel errichtet, die durch einen ovalen Burghof miteinander verbunden waren. Die eigentliche Festungsanlage auf den Hügeln und die Palisaden um den Burghof herum bestanden zunächst aus Holz. In dieser Form diente Lewes Castle als Wohnsitz für William de Warenne.
Wahrscheinlich im frühen 12. Jahrhundert wurde die Holzkonstruktion durch eine runde Mauer aus Bruchsteinen ersetzt. Dieser Mauer wurden ca. 150 Jahre später zwei halb-achteckige Türme zugefügt. Im 14. Jahrhundert ließ John de Warenne, 7. Earl of Surrey ein Burgtor erbauen. Nachdem John 1347 ohne legitime Erben verstorben war, gingen Titel und Burg auf Richard Fitzalan, 10. Earl of Arundel über. Sie wurde nicht länger bewohnt und verfiel zusehends. Durch einen örtlichen Aufstand 1382 wurde Lewes Castle weiter verwüstet; die Steine fanden Verwendung als Baumaterial. 1620 wurden auch diejenigen Dienstgebäude, die noch standen, abgerissen. Die Überreste der Anlage wurden 1774 in ein Sommerhaus umgewandelt.
Das Lewes Castle gehört heute der Sussex Archeological Society. Die noch erhaltene Festungsanlage auf dem höheren der beiden Hügel mit den Türmen und das Burgtor können besichtigt werden. Das dazugehörige Barbican House Museum beherbergt die archäologische Sammlung der Society und zeigt wechselnde Ausstellungen.
Am 11. November 2019 stürzte ein etwa 10 mal 10 Meter großes Stück der Burgmauer mit einem Gewicht von schätzungsweise 600 Tonnen ein, und begrub ein Haus teilweise.